# Anisodes pomidiscata
Anisodes pomidiscata là một loài bướm đêm trong họ Geometridae.